# ماساهيتو يابيه
ماساهيتو يابيه (باليابانية: 矢部雅史) مواليد 9 يوليو 1970 في سايتاما، اليابان، هو ممثل ياباني بدأ مسيرته الفنية عام 1990.

## الأعمال

### مسلسلات
- البؤساء (الدور: تيناردييه)

## روابط خارجية
- ماساهيتو يابيه على موقع IMDb (الإنجليزية)
- ماساهيتو يابيه على موقع قاعدة بيانات الفيلم (الإنجليزية)
- ماساهيتو يابيه على موقع كينوبويسك (الروسية)
- ماساهيتو يابيه على موقع ANN person (الإنجليزية)